# 기프넉

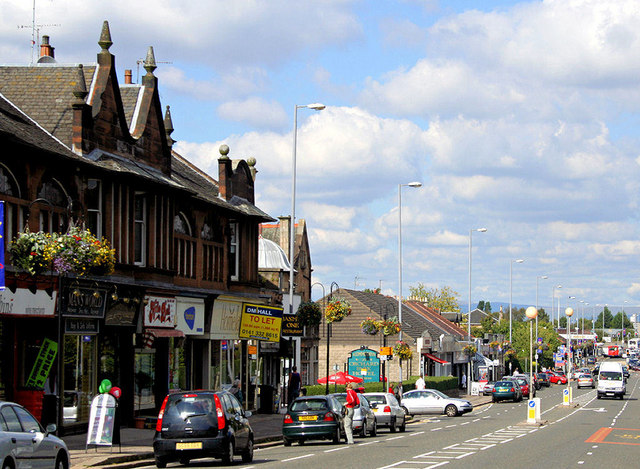
기프넉

기프넉(영어: Giffnock, 스코트어: Giffnock, 스코틀랜드 게일어: Giofnag)은 스코틀랜드 이스트렌프루셔의 행정 중심지로 인구는 16,178명(2001년 기준)이다.